# Медаль Гражданской обороны «За международную службу» (Норвегия)
 Медаль Гражданской обороны «За международную службу» – ведомственная награда Гражданской обороны Королевства Норвегия.

## История
Медаль Гражданской обороны «За международную службу» была учреждена в ноябре 2003 года как награда сотрудникам Гражданской обороны Норвегии, принимавших участие в спасательных операциях за рубежом в течение 6 месяцев и более. Медаль вручается директором Гражданской обороны и чрезвычайных ситуаций Норвегии. При повторных вручениях медали за дополнительные месяцы службы на ленту крепится серебряная пятиконечная звёздочка, но не более трёх. За 60 месяцев службы на ленту крепится планка в виде серебряной лавровой ветви.
| Планки медали       | Планки медали        |
| за 6 месяцев службы | за 60 месяцев службы |
| ------------------- | -------------------- |
|                     |                      |

## Описание
Медаль круглой формы серебристого металла с бортиком.
Аверс несёт смещённый геральдически в правый верхний сегмент стилизованный земной шар (круг с меридианами и параллелями) с треугольниками (отмеченными местами ЧС) и смещённую в левый нижний сегмент геральдическую эмблему Гражданской обороны Норвегии: идущий геральдически на право лев, держащий в передней лапе варяжский щит под норвежской королевской геральдической короной.
Лента медали белого цвета с двумя синими полосками 4 мм. шириной отстающими от края.